# Gilbert Rozon
Pour les articles homonymes, voir Rozon.
Ne doit pas être confondu avec Gilbert Bozon.
Gilbert Rozon, né le 26 octobre 1954 à Montréal (Québec), est un ex-producteur québécois et le fondateur du festival Juste pour rire, qu'il a créé le 14 juillet 1983 et dont il a démissionné de la direction le 19 octobre 2017. Il était aussi l'un des trois ou quatre membres du jury (selon la saison) de l'émission télévisée française La France a un incroyable talent, depuis le début de l’émission en 2006 et jusqu'à son congédiement en 2017. Il était également responsable du développement et déploiement de la marque internationale de Juste pour rire / Just For Laughs dans plus de 150 pays.

## Biographie
Gilbert Rozon est l'aîné de sept enfants. Élevé à Saint-André-d'Argenteuil, il est très jeune livreur de journaux, ouvrier, puis à l'âge de 14 ans, fossoyeur, vendeur, imprimeur, organisateur de spectacles, éditeur de bottins téléphoniques commerciaux, touche à l'immobilier, etc. C'est dans ce contexte qu'il développe son sens de l'humour. Après un court séjour en France à 20 ans, il décide d'étudier le droit à l'Université de Montréal où il est diplômé. Il sera d'ailleurs assermenté au Barreau du Québec en 1984.
En 1980, il crée à Lachute le festival La Grande Virée qui accueillera à la surprise de tous plus de 60 000 spectateurs dans une ville de 12 000 habitants et plus de 80 000 en 1981. Gilbert Rozon déplace ensuite à Pointe-aux-Trembles La Grande Virée pour sa troisième édition en 1982. C'est l'échec. Malgré cela en 1983, il fonde le festival Juste pour rire avec plus d'un million de dollars de dette. Juste pour rire livre des festivals à Montréal, Toronto, Chicago, Nantes, Paris. Le Festival Juste pour rire de Montréal est considéré comme le plus important événement d'humour au monde.

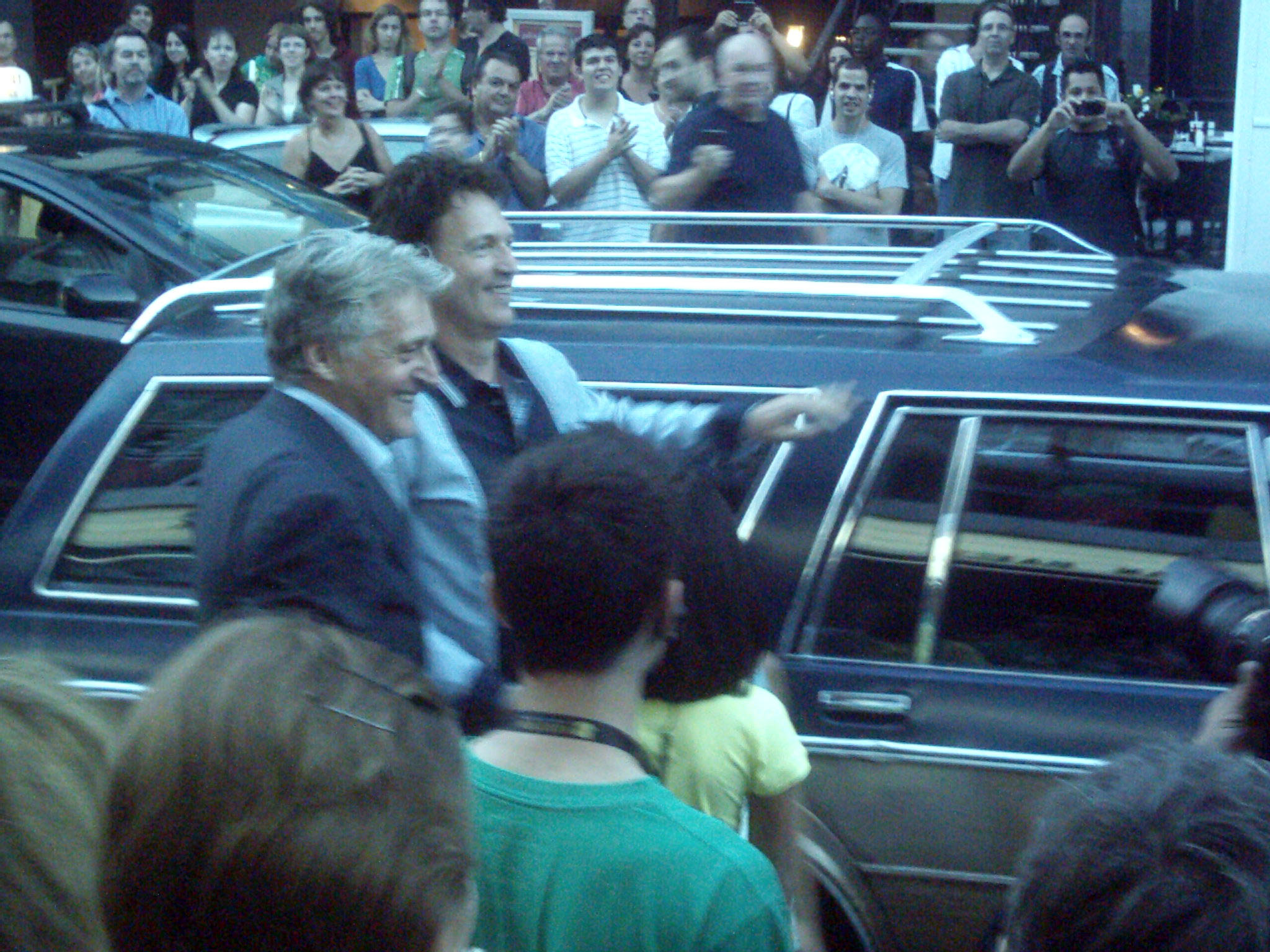
Gilbert Rozon et Claude Meunier en 2010.

Gilbert Rozon sera alors aussi l'imprésario de Charles Trenet jusqu'à sa mort, et le producteur de Laurent Ruquier, Franck Dubosc, Dieudonné M'bala M'bala, Florence Foresti, Arturo Brachetti, Stéphane Rousseau, Jean-Marc Parent, Jean-Luc Lemoine, Rachid Badouri, André Sauvé, Christophe Alévêque, etc. Juste pour rire représente plus de 75 artistes, diffuse plus de 200 heures de télévision annuellement dans plus de 150 pays en plus de présenter des centaines de spectacles. Durant 25 ans, Gilbert Rozon tient la barre du festival avant de céder la place à Alain Cousineau avec qui il avait fondé le festival en 1983.
À partir de 2006, il devient membre du jury de l'émission La France a un incroyable talent,. À la suite de dénonciation d'agression sexuelle en 2017, M6 annonce, que la diffusion du programme est suspendue. Finalement, la chaîne fait marche arrière et l'émission est diffusée avec un peu de retard, en effaçant Gilbert Rozon en tant que juré.
En novembre 2015, Ici Radio-Canada annonce que Gilbert Rozon remplacera Alexandre Taillefer à l'émission Dans l'œil du dragon en tant qu'« Ange investisseur », communément appelé un « Dragon ».
En octobre 2017, à la suite de plaintes d'agressions sexuelles, il quitte toutes ses fonctions.
En effet, alors que Juste pour rire a conclu une entente, en mars, avec les Américains d’ICM Partners et le Canadien Howie Mandel pour la vente de l’entreprise fondée en 1983 par Gilbert Rozon, ces derniers avaient mentionné, par voie de communiqué, « que les équipes en place à Montréal [...] demeureront ». Rien n’avait cependant été précisé pour la filière française du groupe, dont il a appris son départ avant l’officialisation. Contacté par Radio-Canada, le directeur de Juste pour rire France, Olivier Peyronnaud, n’a pas voulu émettre de commentaires, soulignant être lui aussi dans « le flou ». Malgré plusieurs relances, Juste pour rire Montréal n’a pas réagi directement à ce licenciement, expliquant dans un premier temps devoir « valider » des informations.

## Affaires judiciaires

### Accusations et condamnation pour agressions sexuelles

#### Manoir Rouville-Campbell en 1998
La première victime de Gilbert Rozon à avoir porté plainte d’agression sexuelle, de séquestration et de voie de fait est une jeune femme de 19 ans. Cette agression est survenue le 17 février 1998 dans le Manoir Rouville-Campbell au Mont Saint-Hilaire lors d’une fête pour souligner les 15 ans du Festival Juste pour rire, sa victime était croupière lors de cette soirée. Lors du Festival juste pour rire de l’été 1998, Marie-Lise Pilote alors animatrice, fait une blague sur le sujet en disant « Je mettrai, pour animer ce gala, toute l'énergie d'une croupière qui s'enfuit de la chambre de Gilbert Rozon ». Une deuxième victime a porté plainte pour voie de fait, une jeune femme de 31 ans. Après plusieurs reports d’audience, le procès contre Gilbert Rozon débute le 30 novembre 1998 pour une durée de cinq jours. Au début du procès, Rozon plaide non coupable, mais il plaide coupable dès les débuts de son procès[pas clair]. En plaidant coupable, il évite la tenue d'un procès et l'audition de témoins. Les accusations de voie de fait et de séquestration sont retirées faute de preuves par la Couronne. Sous recommandation du ministère public Rozon devrait avoir un sursis de sentence assorti d'une ordonnance de probation de douze mois avec une interdiction de communiquer avec la victime et avec l'obligation de faire un don de 2 000 $ à un organisme appelé “La Clé sur la porte”. Rozon décide de lui-même sans attendre le jugement de verser la somme de 2 000 $ à l’organisme La Clé sur la porte, venant en aide aux femmes violentées. Gilbert Rozon est donc condamné à payer une amende de 1 000 $ et une suramende de 100 $. En mars 1999, la Cour supérieure modifie la première sentence et elle absout l'accusé inconditionnellement.

#### #MeToo
Le 18 octobre 2017, dans la foulée du mouvement #MeToo et à la suite des allégations d'agressions sexuelles, Gilbert Rozon démissionne de la présidence du Groupe Juste pour rire, de son titre de commissaire aux célébrations du 375e anniversaire de Montréal ainsi que de la vice-présidence de la Chambre de commerce du Montréal métropolitain après les dénonciations de plusieurs femmes. Le SPVM annonce avoir ouvert une enquête pour une agression sexuelle survenue en 1994 à Paris à la suite de la plainte d'une présumée victime. Selon Le Devoir, neuf femmes auraient été harcelées ou agressées par Gilbert Rozon : l’animatrice Pénélope McQuade, les comédiennes Salomé Corbo et Sophie Moreau, la réalisatrice Lyne Charlebois, l’entrepreneuse Geneviève Allard, la recherchiste Anne-Marie Charrette, ainsi que Marlène Bolduc acceptent de témoigner à visage découvert. Deux autres femmes contactent aussi Le Devoir avec des témoignages similaires. Le 6 mai 2021, l'une des victimes, Lyne Charlebois poursuit Gilbert Rozon au civil pour une somme de 1,7 million de dollars, dont un million de dollars en dommages punitifs. Charlebois allègue avoir été violée par Rozon en 1982, alors qu'elle avait 24 ans.

#### Patricia Tulasne et Les Courageuses
Le 20 octobre 2017, Patricia Tulasne accuse Gilbert Rozon de l'avoir agressée en 1994 et quelques jours plus tard, c'est l'animatrice Julie Snyder qui porte plainte contre lui. En mars 2018, un groupe de plaignantes nommé Les Courageuses représenté par Patricia Tulasne entreprend une action collective contre Gilbert Rozon pour avoir agressé et harcelé sexuellement des femmes pendant des décennies. Les Courageuses demande notamment que Rozon soit reconnu comme étant un prédateur sexuel. La Cour supérieure du Québec autorise l'action collective en mai 2018, ce type de recours permet l'accès à la justice à plusieurs personnes. Le Tribunal ordonne l'utilisation de pseudonyme pour l’identification des membres du groupe dans les procédures, pièces et tout autre document produit au dossier de la Cour, afin de protéger leur identité. Le but de cette action collective est de condamner Gilbert Rozon à payer une somme de 200 000 $ pour dommages et intérêts, payer chaque membre du groupe une somme pour dommages et intérêts ainsi que 10 millions de dollars à titre de dommages-intérêts punitifs. En janvier 2020, la Cour d'appel rejette finalement cette action collective en mentionnant qu'elle ne rejette pas l'affaire en soi. Le collectif fait une demande d’appel, mais la Cour suprême confirme le jugement précédent et met fin à l’action collective. Patricia Tulasne intente seule une poursuite au civil contre Gilbert Rozon le 15 avril 2021. Elle lui réclame 1,6 million de dollars en dommages compensatoires et punitifs, en plus de demander « que justice soit faite, que la vérité de l’agression qu’elle a subie soit démontrée, que les mensonges du défendeur soient exposés, que le défendeur paie pour les dommages qu’il lui a causés »

#### Annick Charette
Le 15 décembre 2020, Gilbert Rozon est accusé de viol et d'attentat à la pudeur sur une femme travaillant dans une station de radio pour des faits remontant à 1979 ou 1980. L'identité de la plaignante - Annick Charette - est révélée à l'issue du procès. Le procès s'ouvre le 13 octobre 2020 à Montréal, et le 15 décembre 2020, Gilbert Rozon est acquitté de ses deux chefs d'accusation. Le 23 juin 2021, Annick Charette intente une nouvelle poursuite contre Gilbert Rozon, cette fois au civil. Elle lui réclame 1,3 million de dollars pour viol, en plus des propos qu'il a tenus lors de son procès précédent. La requête mentionne que « L’histoire sordide et humiliante relatée par [M. Rozon] dans le cadre de son procès a engendré un préjudice distinct de celui relié aux agressions sexuelles dont [Annick Charette] avait été victime 40 ans plus tôt » .

#### Danie Frenette
Le 28 mai 2021, l'actrice Danie Frenette poursuit à son tour Gilbert Rozon au civil, pour deux viols qui remonteraient à 1988. Elle lui réclame au total 2,2 millions de dollars. 

#### Anne-Marie Charette
Le 7 octobre 2021, Anne-Marie Charette poursuit Gilbert Rozon au civil. Elle lui réclame près de 1,3 million de dollars, pour séquestration et agression sexuelle.